# Frederik Svane
Frederik Svane (ur. 21 stycznia 2004) – niemiecki szachista, arcymistrz od 2022 roku.

## Kariera szachowa
W grudniu 2020 roku wygrał mistrzostwa świata juniorów do lat 16. W październiku 2021 roku zajął drugie miejsce w turnieju kołowym w Kilonii w Niemczech. W październiku 2022 roku zajął pierwszą pozycję w mistrzostwach świata juniorów w szachach.
Najwyższy ranking w dotychczasowej karierze osiągnął 1 sierpnia 2023 roku, z wynikiem 2634 punktów.